# Kiriłł Nowikow
Kiriłł Wasiljewicz Nowikow (ros. Кирилл Васильевич Новиков, ur. w marcu 1905 w Obwodzie Wojska Dońskiego, zm. 1983 w Moskwie) – radziecki dyplomata.

## Życiorys
Członek WKP(b), 1924-1927 słuchacz fakultetu robotniczego, później studiował na Wydziale Mechanicznym Leningradzkiego Instytutu Politechnicznego, 1931 ukończył Wszechzwiązkowy Instytut Kotłoturbinowy. Od 1931 do kwietnia 1934 dyrektor wydziału wieczorowego i asystent katedry Wszechzwiązkowego Instytutu Kotłoturbinowego/Leningradzkiego Instytutu Elektromechanicznego, od kwietnia 1934 do września 1937 kierownik wydziału, szef sektora i szef biura mocnych kotłów wysokiego ciśnienia Centralnego Biura Kotłowo-Konstruktorskiego, we wrześniu-październiku 1937 p.o. zastępca dyrektora ds. technicznych i przewodniczący rady naukowo-technicznej Centralnego Instytutu Kotłoturbinowego. Od października do grudnia 1937 p.o. dyrektora Leningradzkiego Instytutu Industrialnego, od grudnia 1937 pracownik Ludowego Komisariatu Przemysłu Ciężkiego ZSRR, 1940-1942 radca Ambasady ZSRR w W. Brytanii, od 1942 do października 1947 kierownik Wydziału II Europejskiego Ludowego Komisariatu/Ministerstwa Spraw Zagranicznych ZSRR, a 1944-1947 członek jego Kolegium. Od 23 października 1947 do 29 kwietnia 1953 ambasador nadzwyczajny i pełnomocny ZSRR w Indiach, 1953-1955 kierownik Wydziału Azji Południowo-Wschodniej MSZ ZSRR, 1956-1966 zastępca kierownika, następnie kierownik Wydziału Organizacji Międzynarodowych MSZ ZSRR, od 1967 ponownie członek Kolegium MSZ ZSRR.
Pochowany na Cmentarzu Nowodziewiczym.